# Rudolf Hahn (Mediziner, 1863)
Rudolf Christian Joachim Hahn (* 23. Mai 1863 in Januschkau, Masuren; † 10. Juni 1934 in Sömmerda, Thüringen) war ein deutscher Dermatologe und Politiker in Hamburg.

## Leben
Der in Westpreußen geborene Rudolf Hahn bestand 1884 die Abiturprüfung. Anschließend studierte er an der Ludwig-Maximilians-Universität München, der Universität Jena und der Georg-August-Universität Göttingen Medizin. 1885 wurde er im Corps Thuringia Jena und im Corps Brunsviga Göttingen recipiert. Als Inaktiver beendete er das Studium an der Königlichen Universität zu Greifswald. Am 17. April 1890 wurde er in Jena als Arzt approbiert. Vom 1. Juni bis 31. Dezember 1890 arbeitete er als niedergelassener Landarzt in Argenau. Danach ging er nach Hamburg, wo er vom 1. Mai 1891 bis zum 24. April 1893 als Assistenzarzt in einem Kur- und Detentionshaus wirkte. 1893 wurde er in Jena zum Dr. med. promoviert und arbeitete vom 1. Mai bis zum 31. Dezember 1893 als Quarantänearzt in Cuxhaven sowie als Assistent von Bernhard Nocht, der die Einhaltung der hygienischen Vorschriften im Hamburger Hafen kontrollierte.
Ab dem 1. April 1894 praktizierte Hahn als niedergelassener Arzt in Hamburg-Eilbek. Gleichzeitig übernahm er eine externe Assistentenstelle in der Abteilung für Syphilis und Geschlechtskrankheiten am Allgemeinen Krankenhaus St. Georg. Der Dermatologe Julius Engel-Reimers bildete ihn an diesem Krankenhaus zum Spezialarzt für Hautkrankheiten aus. Zum 1. Januar 1896 wurde er zum Sekundärarzt der dermatologischen Abteilung des Krankenhauses ernannt. Seit dem 25. Februar 1898 besaß Hahn das Hamburger Bürgerrecht. Vom 7. Januar 1911 bis zum 1. Januar übernahm er auch die Stelle des Oberarztes der Besserungsanstalt für schulentlassene Mädchen. Seit dem 1. März 1911 leitete er zudem die polizeiliche Abteilung für Prostituierte mit Geschlechtskrankheiten am Allgemeinen Krankenhaus. Somit überwachte er kommissarisch in ärztlicher Funktion die Prostitution in Hamburg. Von 1914 bis 1923 leitete er eine „Fürsorgestelle für Syphiliskranke“ der Landesversicherungsanstalt der Hansestädte, die sich in seiner Privatpraxis befand.
Mit 69 Jahren ließ sich Hahn am 23. März 1932 in Sömmerda nieder. Dort war er als Vertrauensarzt der Krankenkassen und Verwaltungsdirektor des Krankenhauses tätig. Er starb zwei Jahre später.

## Politik und Verbände
Hahn engagierte sich vielfältig in der Ständepolitik: im November 1903 wurde er in die „Zentralstelle für Krankenkassenangelegenheiten“ gewählt. 1907/08 organisierte er Seminare für soziale Medizin der Hamburger Ortsgruppe des Schutzverbandes der Ärzte Deutschlands zur Wahrung ihrer Standesinteressen.  Am 27. Oktober 1909 gehörte er zu den Gründern des „Neuen Ärztlichen Standesvereins in Hamburg“. Von 1913 bis 1919 gehörte er dem Vorstand der Hamburger Ärztekammer an.
Während der Weimarer Republik gehörte Hahn dem geschäftsführenden Ausschuss der Deutschen Gesellschaft zur Bekämpfung der Geschlechtskrankheiten an und kontrollierte als offizieller Polizeiarzt von 1922 bis 1927 die Geschlechtserkrankungen Hamburger Prostituierter. Als Mitglied der DNVP und der Hamburgischen Bürgerschaft sprach er sich 1925 in der Schrift Der Kampf gegen Prostitution und Geschlechtskrankheiten, die der Deutsche Wirtschaftsbund verlegte, für das Bordellwesen aus. Die Aufhebung von Bordellen 1921/22 habe die Anzahl erkrankter Personen in Hamburger Krankenhäuser erhöht, so der Dermatologe.